# Shōrei-Ryū
Shōrei-Ryū (jap. 昭霊流, deutsch Stil aus dem Shaolin-Kloster) ist neben dem Shōrin-Ryū einer der ursprünglichen Stile des Karatedō, der Ende des 19. Jahrhunderts von Higaonna Kanryō auf Okinawa, genauer in Naha, entwickelt wurde.

## Ursprung
Viel ist über den Ursprung des Shōrei-Ryū nicht bekannt, jedoch weiß man, dass in Naha ein chinesischer Experte auf dem Gebiet des Quanfa namens Wai Chin Zhan lebte, der seine Kampfkunst wohl Higaonna Kanryō lehrte. Dieser wiederum reiste später auch nach China, um seine Fähigkeiten zu vervollkommnen, was ihm wohl gelang, da er viele neue Kata aus Fujian, der Heimat des Baihequan (chinesisch 白鶴拳, Pinyin báihèquán, jap. hakutsuru-ken, dt. Weißer-Kranich-Stil), mitbrachte und in seinen Stil übernahm.

## Merkmale des Stiles
Hauptmerkmale des Shōrei-Ryū sind der Gebrauch von offenen Händen, kreisförmigen Blocktechniken, sowie Tritten im Gedan-Bereich. Außerdem ist die Anwendung von kurzen und harten Techniken im Nahkampf in Kombination mit Wurftechniken eine große Spezialität, besonders aus den Ständen Sanchin- und Shiko dachi. Ebenso wird auf das Training am Makiwara großen Wert gelegt. Eine andere Besonderheit ist, dass auch der Umgang mit Kobudō-Waffen wie Bo, Tonfa oder Sai stark geübt wird.

## Kata (Karate) des Shōrei-Ryū
| Gekisai dai ichi (撃砕大一) | Seisan (十三手)         | Anan (阿南)   |
| Gekisai dai ni (撃砕大二)   | Shisōchin (四向戰)      | Ohan ( )      |
| Saifā (碎破)                | Kururunfa (久留頓破)    | Peiho ( )     |
| Sanchin (三戰)              | Sūpārinpei (壱百零八手) | Sōchin (壮鎮) |
| Tensho (転掌)               | Pachu ( )               | Niseishi ( )  |
| Seienchin (制引戰)          | Heiku ( )               | Useishi ( )   |
| Sansēru (三十六手)          | Paiku ( )               | Unsu (雲手)   |

## Sonstiges
Vom Shōrei-Ryū leiten sich einige moderne Stile wie Gōjū-Ryū und Ryuei-Ryū ab. Auch das Shitō-Ryū enthält viele Elemente des Shōrei-Ryū, da Mabuni Kenwa ein Schüler Higoannas war, und sogar das Shōtōkan beinhaltet Kata aus dem Shōrei-Ryū, die jedoch nicht auf dem direkten Weg dorthin gelangten, sondern über Mabuni Kenwa an Funakoshi Gichin weitergegeben wurden.